# Синьопетниста амбистома
Синьопетниста амбистома (Ambystoma laterale) е вид земноводно от семейство Ambystomatidae.

## Разпространение
Видът е разпространен в Канада и САЩ.